# نهاد (دستور زبان)
نَهاد (فاعلی و غیرفاعلی) (به انگلیسی: Subject) بخشی از جمله است که درباره ی آن سخن می‌گوییم؛ یا کاری را انجام می‌دهد (فاعل فعل) و یا صفت و حالتی را به آن نسبت می‌ دهیم (غیرفاعلی). نهاد واژه یا گروهی از واژگان یک جمله‌واره است که دربارهٔ آن خبری می‌دهیم. یعنی صاحب خبر است. هر جمله‌واره (جمله ساده) دارای دو بخش نهاد و گزاره است. نشانهٔ نهاد هم‌خوانی آن با شناسه است. نهاد معمولاً پیش از گزاره می‌نشیند و توسط گزاره تکمیل می‌شود. نهاد در جواب «چه کسی» یا «چه چیزی» می‌آید.

## نمونه‌ها
هر واژه‌ای که نهاد است را در درون «» می‌توانید ببینید:
«باد بهاری [نهاد]» وزید. - چه چیزی وزید؟ باد بهاری... [گزاره: وزید]
«علی [نهاد]» میله را برید. - چه کسی میله را برید؟ علی... [گزاره: میله را برید]
«هوا [نهاد]» سرد است. - چه چیزی سرد است؟ هوا... [گزاره: سرد است (که شامل فعل هم می‌شود)]
«هوا [نهاد]» گرم است.
«حسین [نهاد]» چاق است. - چه کسی چاق است؟ حسین...
«علی [نهاد]» ای همای رحمت تو چه آیتی ... را. - چه کسی آیت(نشانه) ... است؟ علی...
در اینجا نهادهای موجود در یک شعر را ببینید:
| «بنی آدم [نهاد]» اعضای یک پیکرند    |  | که در آفرینش ز یک گوهرند |
| چو عضوی به درد آورَد «روزگار [نهاد]» |  | دگر عضوها را نمانَد قرار  |
| «تو [نهاد]» کز محنت دیگران بی‌غمی    |  | نشاید که نامت نهند آدمی  |
| — سعدی                              |  |                          |

### نهاد ضمنی
گاهی نهاد می‌تواند در جمله حضور نداشته باشد که به آن نهاد ضمنی (Implied Subject) می‌گویند:
| راست به مانند یکی زلزله |  | داده تنش بر تن ساحل یله |

- چه کسی تنش را بر تن ساحل تکیه (یله) داده؟ دریا...

## انواع نهاد
در میان زبان‌شناسان ایرانی، نهاد به دو گونه تقسیم می‌شود: نهاد فاعلی (فاعل) و نهاد غیرفاعلی.

### فاعل
«فاعل» نهادی است که کاری انجام داده‌است؛ همان‌ کنندهٔ کار است که انجام دادن کار یا عامل روی دادن حالتی به آن نسبت داده می‌شود. برای نمونه:
پرویز [فاعل] رفت [فعل].
علی [فاعل] حلب ساخت [فعل].
بعضی کتب واژهٔ فاعل را به عنوان ترجمه برای subject یا grammatical subject استعمال می‌کنند. در حالیکه با تعریفی که برای فاعل قائل هستیم این واژهٔ مفهوم کنشگر را می‌رساند. گرچه عبارات real subject و logical subject را می‌توان به فاعل برگرداند اما grammatical subject معادل دیگری می‌طلبد. خانلری معادل نهاد را برای واژهٔ grammatical subject برگزید که استفاده هم می‌شود اما فرهنگستان برای آن اصطلاح فاعلِ دستوری را وضع کرده‌است. دیگر آنکه بعضی نویسندگان nominative case را حالت فاعلی می‌گویند.

### غیرفاعلی
«غیرفاعلی» نهادی است که به آن صفت یا حالتی را نسبت می‌دهیم. برای نمونه:
هوا [غیرفاعلی] سرد [مسند] است.
نیما [غیرفاعلی] خوشحال [مسند] است.
ایران [غیرفاعلی]، چهار فصل [مفعول] دارد.